# De Smet (Idaho)
De Smet è un centro abitato e un census-designated place (CDP) degli Stati Uniti d'America, situato nella contea di Benewah, nello stato dell'Idaho.